# 高韦里河
高韦里河（羅馬化：ಕಾವೇರಿ ನದಿ）一译卡维利河、科弗里河、库威里河，是印度南部的一条河流，发源自卡纳塔克邦西部的西高止山脉，流向东南，穿越德干高原，在泰米尔纳德邦中部海岸注入孟加拉湾。为主要的农业灌溉水源，也富有水力发电之利。在印度教中被认为是一条圣河。

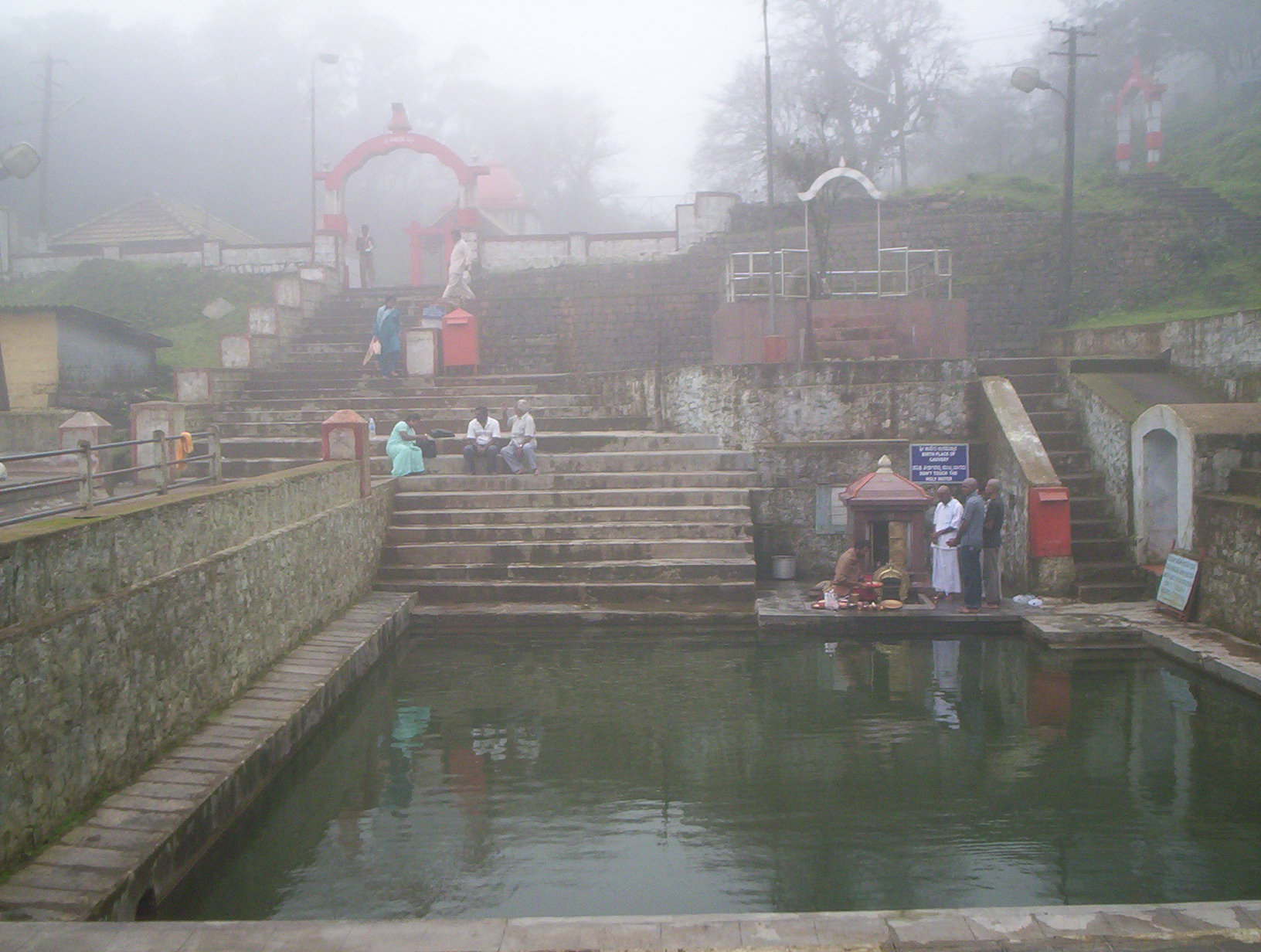
河源
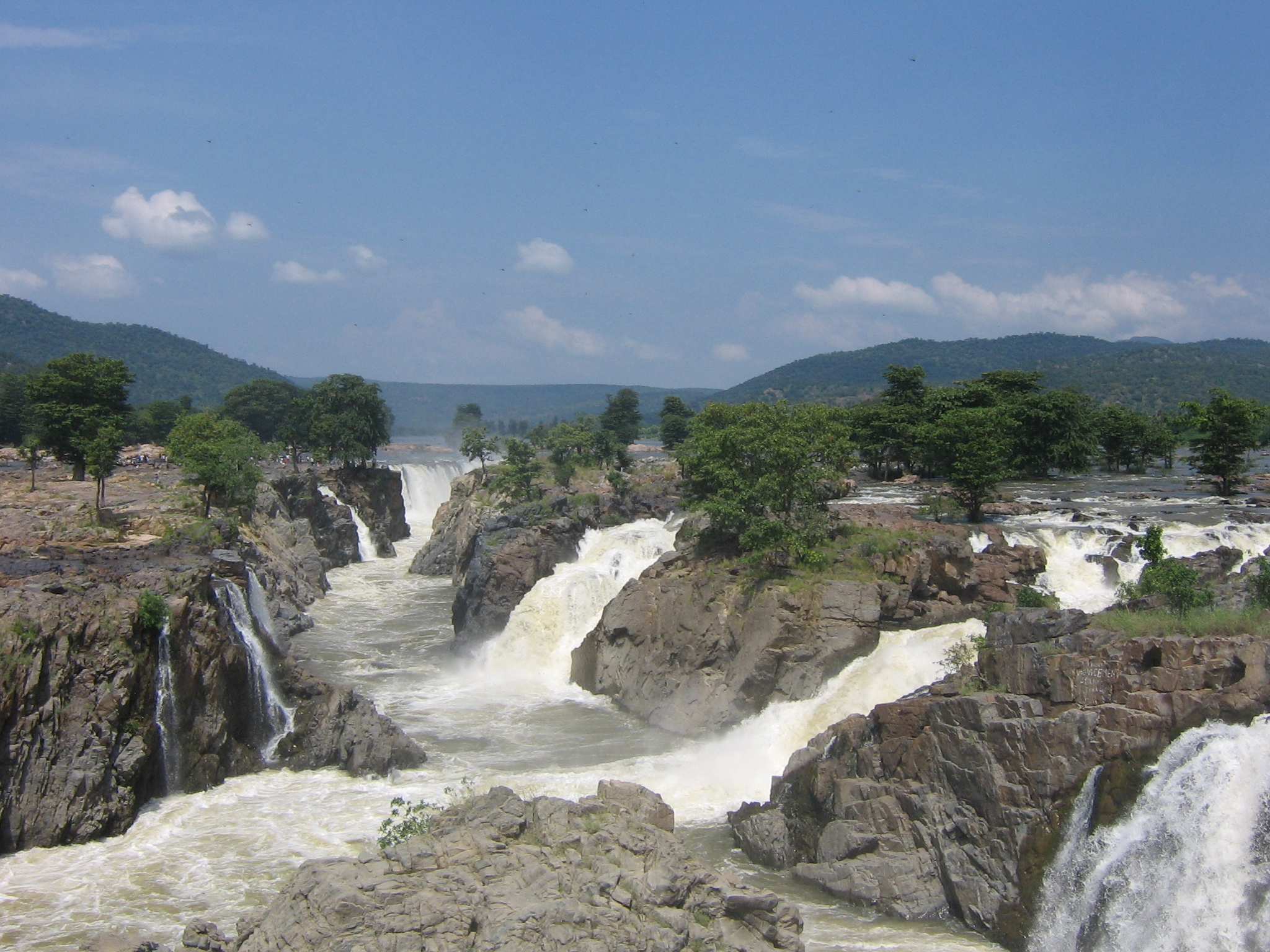
Hogenakkal Falls
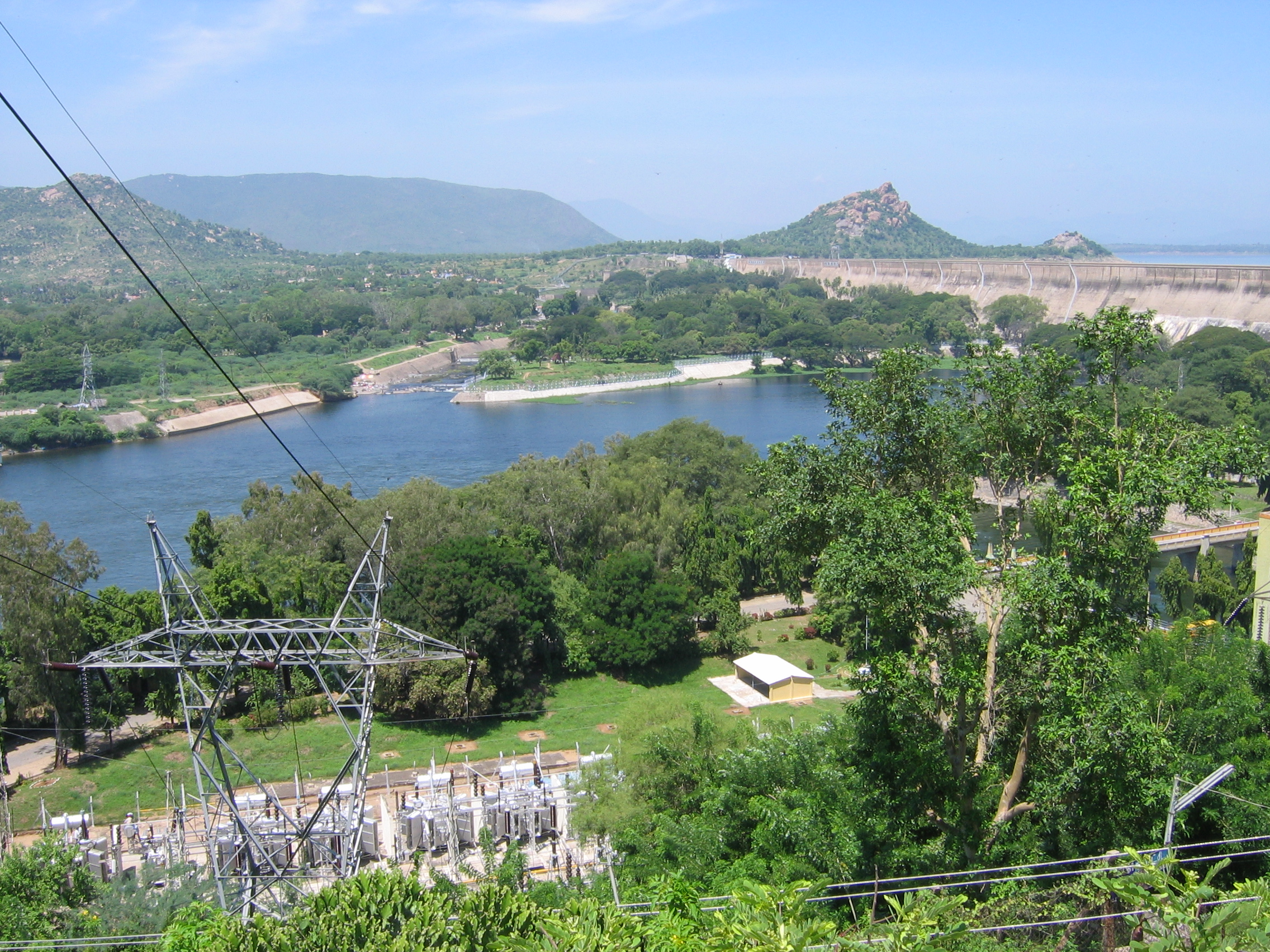
Mettur dam